# Fernand Martin
Pour les articles homonymes, voir Martin.
Fernand Martin, né le 6 juillet 1879 à Boulogne (Vendée) et mort le 23 septembre 1966 à Louviers (Eure) est un ecclésiastique, professeur, latiniste, helléniste, traducteur et érudit français.

## Biographie
Fils et petit-fils de charpentier, il grandit à Boulogne. Il entre au petit séminaire de Chavagnes-en-Paillers. Il sert pendant la Première Guerre mondiale en tant qu'infirmier militaire. Ordonné prêtre, il est professeur de langues classiques et de lettres au Collège de Mirville à La Roche-sur-Yon (1919), à Notre-Dame de Boulogne (1933) puis au collège Albert Ier (1936).
À Paris, il participe aux activités culturelles de la « Veillée vendéenne ». 
Ses ouvrages Les mots latins (surnommé parfois « le petit Martin » en hypokhâgne) et Les mots grecs sont devenus des classiques, régulièrement réédités.

## Œuvres
- Dialogue sur le sacerdoce. Discours sur le mariage. Lettres à une jeune veuve, de saint Jean Chrysostome, traduction nouvelle avec introduction, préface et notes, Paris, Librairie Garnier, 1933[3],[4]
- L'Imitation de Jésus-Christ de Thomas a Kempis, traduction nouvelle, Paris, Librairie Garnier, 1936[5],[6]
- Les mots latins, groupés par familles étymologiques, Paris, Librairie Hachette, 1937[7],[8]
- « Les noms de lieu de la Vendée (leur origine, leur sens, leur évolution) » in La Revue du Bas-Poitou et des provinces de l'Ouest, Fontenay-le-Comte, 1939, 52e année, 1re livraison, p. 45-55, et 3e livraison, p. 190-207
- Les Paraboles évangéliques, Paris, Spes, 1941
- Les mots latins, groupés par familles étymologiques d'après le Dictionnaire étymologique de la langue latine de MM. Ernout et Meillet, Paris, Librairie Hachette, 1941[8]
- Les mots grecs, groupés par familles étymologiques, Paris, Librairie Hachette
- Vocabulaire latin. Mots usuels groupés par familles étymologiques. Classes de grammaire, Paris, Librairie Hachette, 1942
- Les Vêpres du dimanche, Paris, Spes, Coll. « Prends et lis », 1946
- L'évangile de Notre Seigneur Jésus-Christ, d'après une traduction du grec par M. l'abbé Fernand Martin, revue par un groupe d'exégètes sous la direction de Mgr J. Calvet, Colmar, Alsatia, 1948
- La porte ouverte, l'année sainte (préface de Mgr Calvet, ont collaboré à cet ouvrage : labbé Fernand Martin, le chanoine Victor Bindel, le R.P. Pierre Fernessole, Dom Georges Frénaud, Joseph Ageorges, le chanoine R. Vielliard, Maurice Flory, le chanoine Jean Rodhain), Colmar, Éditions Alsatia, 1949
- Dominical (Évangiles, Épîtres, Collectes des dimanches et des fêtes des saints), traduction nouvelle et commentaire par Mgr Jean Calvet et l'abbé Fernand Martin, Paris, Procure générale du Clergé, 1950
- Calendrier catholique, établi par J. Calvet et F. Martin, Paris, Bernard Grasset, 1953